# 59238 Lilin
59238 Lilin este o planetă minoră (asteroid), cu un diametru de 1,962 km, din centura de asteroizi. A fost descoperită pe 5 februarie 1999 la Xinglong Station⁠(d) de Beijing Schmidt CCD Asteroid Program⁠(d). 
Obiectul prezintă o orbită caracterizată de o semiaxă mare de 2,3989698974318 UAi, o excentricitate de 0,17073525609539, o înclinație de 1,928217670774 ° în raport cu ecliptica.